# 上北方
上北方（かみきたかた）とは、宮崎県宮崎市内の地名。正式には「宮崎市大字上北方」の表記となる。北地域自治区に属している。郵便番号は880-0043。

## 地理
宮崎市の北西部、北地域自治区の東側に位置するに属する。大淀川左岸に位置し、当地より東流から南流に変化する。低地は主に住宅街・農地となっているほか、山林が広がる。
北東を池内町、北西を大字瓜生野、東を平和が丘西町、南を下北方町、大淀川を挟んで南西を大字跡江と接する。

## 地名の由来
「上北方」の由来には以下の説がある。
- 勅使が来たので、上官・下官が来たことからそれぞれ「上北方・下北方」となった説
- 天孫降臨の際に多くの「神々が来た→かみきた→上北」という説がある。

しかし、現実的に北方を下北方と上北方に分けた理由は、大淀川沿いの上流と下流の地で区別したものと思われる。
また、宇佐宮領宮崎庄の一部が鎌倉時代に「北方・南方・池内方」の３方に分かれ、その後北方が「下北方・上北方」に分かれた、とされるが、北方（下北方＋上北方）と南方の位置（方角）が逆であるとの指摘もある。なお、北（喜多・木田など）には崖、自然堤防などの意味があり、北方は方角ではなく、丘陵地の意味がある。

## 歴史
- 1889年5月1日 - 宮崎郡瓜生野村・東諸県郡倉岡村が発足。
- 1951年3月25日 - 宮崎市に編入。
- 2006年1月1日 - 旧瓜生野村・倉岡村域が北地域自治区となる。

## 世帯数と人口
2023年（令和5年）9月1日現在の世帯数と人口は以下の通りである。
| 町丁       | 世帯数  | 人口  |
| ---------- | ------- | ----- |
| 大字上北方 | 164世帯 | 360人 |

## 小・中学校の学区
市立小・中学校に通う場合、学区は以下の通りとなる。
| 町名       | 小学校               | 中学校               |
| ---------- | -------------------- | -------------------- |
| 大字上北方 | 宮崎市立瓜生野小学校 | 宮崎市立宮崎北中学校 |

## 交通

### バス
宮交グループの運営するバスが営業している。

### 道路
- 東九州自動車道（通過のみ）
- 宮崎県道9号宮崎西環状線
- 宮崎県道26号宮崎須木線
- 宮崎県道363号綾宮崎自転車道線

## 施設
- 宮崎城址
- 九州電力送配電柏田変電所
- 宮崎市水道局柏田取水口
- 相生橋